# 田井光義
田井 光義（たい みつよし）は、平安時代末期から鎌倉時代にかけての武将。信濃国望月の天神林城主。
甲斐源氏の祖である源清光（逸見清光）の七男とされる。母は駿河国池田宿の遊女とされ、長兄・逸見光長や次兄・武田信義と同腹であると伝わる。また、六兄・河内義長の長子とも伝わる。
田井氏は、上代より帰化族の姓としてあり、山梨郡の地名とも言われるが詳細は不明。光義が田井氏を継いで名乗ったと思われる。